# Né bella né brutta
Né bella né brutta è un romanzo dello scrittore Marino Moretti pubblicato nel 1921.
Il romanzo è diviso in tre parti che corrispondono a tre momenti della vita di una donna in ordine cronologico: "1880. Giannetta"; "1902. Gianna"; "1914. La signora Giovanna",